# Empoasca bartletti
Empoasca bartletti är en insektsart som beskrevs av Rowland Southern 2008. Empoasca bartletti ingår i släktet Empoasca och familjen dvärgstritar. Inga underarter finns listade i Catalogue of Life.